# Guy Acolatse
Kokou Guy Acolatse (* 28. April 1942) ist ein ehemaliger togoischer Fußballspieler.

## Leben
Der Stürmer, der schon im Alter von knapp 17 Jahren zur Fußballnationalmannschaft von Togo gehörte und als togoischer Nationalspieler bereits in mehreren Ländern Afrikas gespielt hatte, wurde 1963 von Otto Westphal aus Togo mitgebracht, als dieser sein Amt als Trainer beim Nord-Regionalligisten FC St. Pauli antrat. Acolatse blieb drei Spielzeiten bei den Hamburgern und war einer der ersten Afrikaner im bezahlten Fußball Deutschlands. Insgesamt bestritt er dort 42 Punktspiele, in denen ihm sechs Tore gelangen. 1963/64 wurde er auch in der Aufstiegsrunde zur 1. Bundesliga eingesetzt, die der FC St. Pauli als Nordmeister erreicht hatte; darin gelang ihm deren Ehrentreffer beim 1:6 bei Bayern München. Seine Position war meist die eines hinter den Stoßstürmern Horst Haecks und „Oschi“ Osterhoff zurückhängenden Angreifers. In der Saison 1964/65 wurde er auch häufig als Mittelstürmer eingesetzt. 1965/66 kam er nur zu einem Spiel am letzten Spieltag. In der erneut erreichten Aufstiegsrunde am Ende der Spielzeit 1965/66 kam er überhaupt nicht mehr zum Einsatz.
Guy Acolatse litt an Anpassungsproblemen in der ungewohnten Umgebung („Bei Regen nix gutt“) und galt bei Westphals Nachfolgern Otto Coors und vor allem Kurt Krause als „zu eigenwillig“.
Zur Saison 1966/67 wechselte er zum Regionalligaaufsteiger HSV Barmbek-Uhlenhorst, der sich in den folgenden zwei Jahren jeweils auf Rang 14 platzierte. 1968 verließ Acolatse die Barmbeker.
In seiner Zeit in Hamburg machte er den Trainerschein. Er heiratete eine Hamburgerin und spielte in einem Kinofilm mit Gitte Hænning. Sein 1965 geborener Sohn Renee spielte in den 1980er und 1990er Jahren in der Kampfmannschaft des American Football Teams Hamburg Silver Eagles.
1980 zog Guy Acolatse nach Paris, wo er sich in der von arabischen und afrikanischen Immigranten bevorzugten Vorstadt Saint Denis niederließ und zeitweise die dritte Mannschaft von Paris Saint-Germain trainierte und ansonsten bei Ford arbeitete. Nach seiner Abpensionierung trainierte er noch örtliche Kinder und Jugendliche.
Im Jahr 2021 war er Teil der Dokumentation Schwarze Adler, einer Zusammenarbeit des Streaminganbieters Prime Video und des ZDF.